# 名偵探柯南：鋼琴奏鳴曲「月光」殺人事件
鋼琴奏鳴曲「月光」殺人事件（日语：名探偵コナン ピアノソナタ『月光』殺人事件）是日本侦探推理动漫《名侦探柯南》中的一个知名案件，在漫画原作中为第18个案件，首次连载于1995年的《週刊少年Sunday》杂志，次年作为《名侦探柯南》电视动画版的首个“一小时特别节目”播出（在日本原版动画中的播出集数为第11集，引至他国的海外版动画则拆分为第11集和第12集）。2021年3月，为纪念《名侦探柯南》动画播出集数达到1000集，动画制作组又将该案件的重制版作为动画第1000–1001集（海外版为第1057–1058集）播出。

## 概述
“鋼琴奏鳴曲‘月光’殺人事件”在《名侦探柯南》的所有案件当中，是由于主人公柯南的推理而导致凶手自杀的唯一案件，之后柯南为此感到悔恨。这一事件也成为了柯南人生当中的一个转折点。在后来当服部平次得知柯南关于此案的说辞后，为那位即使中枪也想自杀的凶手辩护，这件事情亦间接影响了服部平次在动画当中作为一名侦探所具备的矜持的态度。
《名侦探柯南》的原作者青山刚昌曾说：“在柯南当中，我一般是不会描绘凶手死亡的情节的”。柯南的聲優高山南也曾说：“这个情节一直在我心里萦绕，在我配音这个角色（柯南）时，我会把它牢记在心”。此后在青山和高山的访谈中也提到：“我最难忘的案件是月影岛事件”。这一集之所以如此特别，是因为青山在《柯南》当中对侦探的描述是“不杀罪犯，而是抓住他们，让他们为自己的罪行付出代价”。因此，他特意要在这一集描写一个例外。
动画版于1996年4月8日在日本電視網協議會中以“第一个一小时电视特别节目（动画第11集）”的形式播出，数字重制版于2003年9月22日作为“重播一小时特别节目”的形式播出。在重播的 OP 中，动画组亦录制了原作者青山刚昌关于此特别篇的专访。
2021年，作为动画版《名侦探柯南》播送1000集纪念活动的一部分，动画组于3月6日以及13日播出了此章节的重制版，并连续两周播出（即动画第1000–1001集）。此外，钢琴家小林爱实演奏的《第14钢琴奏鸣曲“月光”》与《踩到貓兒》在动画中亦被播放。

## 剧情简介
柯南、小兰和小五郎前往伊豆沿海的月影岛，因为他们收到了一封一个叫麻生圭二的人的50万日元委托的有意义的信件。当柯南、小兰和小五郎到达月影岛时，他们被告知麻生是一位钢琴家，在12年前与他的家人一起自杀。
与此同时，月影岛正在进行村长选举，柯南和毛利一家开始四处打听，寻找寄到毛利侦探所的一封信件的寄件人。为了寻找线索，他们来到岛上的社区中心，那里即将举行麻生生前的朋友、月影岛前村长龟山逝世三周年的追悼会。在那里，柯南和少年侦探团成员们发现了一架复古钢琴，这架钢琴被当地人称之为“被诅咒的钢琴”，因为它在麻生去世当天的音乐会上被其演奏，亦导致前村长龟山死亡。
然而，在那场追悼会上，当《月光》的旋律响起不久之后，村长候选人之一、村里最富有的资本家川岛英夫溺亡的尸体在室内被发现。但他的尸体仍然处于潮湿状态，外套则漂浮在朝向社区中心的海平面上，这表明他是在朝向社区中心的海面上溺水身亡的。不久后，他的尸体被抬到了社区中心。由此，柯南推断，这封信是对一起谋杀案和另一起谋杀案发生的可能性的一次警告。
第二天，在村政府，目暮警官和他的警视厅同事们审讯了38名在社区中心参加龟山追悼会的村民，然而在此过程当中，现任村长黑岩辰次被发现在村政府广播室内被刺杀身亡，麻生童年的玩伴西本健亦被发现在社区中心上吊“自杀”。

## 登场角色
角色与声优按原版（1996年）/重制版（2021年）的顺序排列；台灣中文配音版本1996年原版又分為首發版、重譯版的顺序排列；如果只列出一个声优，则表示两个版本声优阵容相同。
| 角色 | 配音員     | 配音員     | 配音員        | 配音員        | 配音員   | 配音員          | 配音員   |          |
| 角色 | 日本       | 日本       | 臺灣          | 臺灣          | 臺灣     | 香港            | 中国大陆 |          |
| 角色 | 1996       | 2021       | 1996-首發版   | 1996-重譯版   | 2021     | 1996            | 2021     |          |
| 主要角色 | 主要角色   | 主要角色   | 主要角色      | 主要角色      | 主要角色 | 主要角色        | 主要角色 | 主要角色 |
| --- | ---------- | ---------- | ------------- | ------------- | -------- | --------------- | -------- | -------- |
| 江戶川柯南 | 高山南     | 高山南     | 馮友薇        | 方雪莉        | 曾允凡   | 盧素娟          | 李世荣   |          |
| 本作男主角，原知名高中生偵探工藤新一，因被黑暗組織的琴酒灌下毒藥而縮小身體，化名為江戶川柯南寄住在毛利家並暗中調查黑暗組織。                                                                                       |            |            |               |               |          |                 |          |          |
| 毛利蘭 | 山崎和佳奈 | 山崎和佳奈 | 呂佩玉        | 魏晶琦        | 魏晶琦   | 陸惠玲          | 季冠霖   |          |
| 新一的青梅竹馬，擅長空手道，是全國高中空手道關東大賽的冠軍。 |            |            |               |               |          |                 |          |          |
| 毛利小五郎 | 神谷明     | 小山力也   | 官志宏        | 官志宏        | 曹冀魯   | 陳欣            | 张遥函   |          |
| 小蘭的父親，有著沉睡小五郎之稱的私家偵探，開設毛利偵探事務所，曾任刑警。 |            |            |               |               |          |                 |          |          |
| 目暮十三 | 茶風林     | 茶風林     | 符爽          | 徐健春        | 吳文民   | 林保全          | 张闻天   |          |
| 警視廳搜查一課的警部，經常出現在殺人事件現場。 |            |            |               |               |          |                 |          |          |
| 嫌疑犯和被害者 |            |            |               |               |          |                 |          |          |
| 淺井成實 | 折笠愛     | 泽城美雪   | 許淑嬪        | 方雪莉        |          | 林元春          | 常蓉珊   |          |
| 女，26岁，在月影岛的一家诊所工作。生长于东京本土，一直很喜欢月影岛上安宁的气氛。他负责案件审理期间的尸检工作。真實身分是名男扮女裝的醫生，本名麻生成實。                                                           |            |            |               |               |          |                 |          |          |
| 清水正人 | 澤木郁也   | 菅原正志   | 劉傑          | 官志宏        |          | 陳曙光          | 圖特哈蒙 |          |
| 男，49岁，月影岛村长选举中的渔民代表。获得了对黑岩的执政能力感到不满的渔民们的支持。据一名警察说，他“有点小脾气”。                                                                                                 |            |            |               |               |          |                 |          |          |
| 村泽周一 | 天田益男   | 竹内良太   | 官志宏        | 徐健春        |          |                 | 藤新     |          |
| 男，27岁，黑岩令子的未婚妻。戴着针织帽与太阳镜。曾经在东京本土地区的一所职业学校上学。性格直率且直言不讳，但据警察说，他是一位内心善良的人。                                                                       |            |            |               |               |          |                 |          |          |
| 黑岩令子 | 速见圭     | 深见梨加   | 馮友薇        | 陶敏嫻        |          | 沈小蘭          | 張碧玉   |          |
| 女，27岁，黑岩辰次的女儿。她虽然经常歇斯底里，但却深爱她的父亲，并且对清水非常厌恶。 |            |            |               |               |          |                 |          |          |
| 平田和明 | 伊井笃史   | 井上伦宏   | 符爽          | 劉傑          |          | 張炳強          | 郝祥海   |          |
| 男，31岁，黑岩辰次的秘书，是第一个发现两年前突然死亡的前村长龟山的尸体的人。虽然从表面上看是一个好人，但据警察说，他是这些人当中最狡猾的一个。在案发当晚与川岛在社区中心交谈。                                     |            |            |               |               |          |                 |          |          |
| 川岛英夫 | 笹冈繁藏   | 坂口哲夫   | 劉傑          | 劉傑          |          | 林保全          | 高增志   |          |
| 男，56岁，是村里最富有的资本家。因黑岩在月影岛上的不受欢迎而给他带来了竞选村长的动力，并即将当选新一任村长。在案发当晚时他与平田在社区中心交流。                                                                   |            |            |               |               |          |                 |          |          |
| 黑岩辰次 | 飯塚昭三   | 辻親八     | 劉傑          | 徐健春        |          |                 | 萬力     |          |
| 男，56岁。现任月影岛村长，令子的父亲。他在龟山去世后接替龟山担任新一任村长，然而他在村民当中却不受欢迎，并因此导致自己的村长竞选很不顺利。他和他的女儿与正在竞选村长的清水关系不和睦，还曾与川岛发生了激烈的争吵。 |            |            |               |               |          |                 |          |          |
| 西本健 | 中村秀利   | 斋藤志郎   | 劉傑          | 徐健春        |          |                 | 林帽帽   |          |
| 男，55岁。是麻生和黑岩童年时期的玩伴。曾经是一位喜爱喝酒、沉溺女色与赌博的有钱人。然而自从前村长龟山死亡后，他开始变得非常害怕，导致在自己家中过隐居生活。                                                         |            |            |               |               |          |                 |          |          |
| 龟山勇 | 无         | 无         | 无            | 无            | 无       | 无              | 无       |          |
| 男，已故。在两年前的一个月圆之夜，他在社区中心大厅生前最后一次弹奏钢琴曲时，因心脏麻痹去世。他在生前心脏就一直不太好，可是当他被发现已经死亡后表情却非常惶恐。                                                     |            |            |               |               |          |                 |          |          |
| 其他角色 |            |            |               |               |          |                 |          |          |
| 年老警察 | 長島雄一   | 麥人       | 劉傑          | 徐健春        |          | 蘇強文          | 高增志   |          |
| 一个驻扎在月影岛的老警察巡査。真名不详。虽然有时有些口无遮拦，但却很了解当地的情况。他因带来此次调查的相关信息而导致案件的解决。                                                                                   |            |            |               |               |          |                 |          |          |
| 健太 | 岩居由希子 | 深见梨加   | 馮友薇        | 魏晶琦        |          | 袁淑珍          |          |          |
| 成实在进行尸检工作时遇到的一个男孩，也是月影岛的居民。全名不详。 |            |            |               |               |          |                 |          |          |
| 主任／上司 | 名取幸政   | 各务立基   | 符爽          | 劉傑          |          |                 | 湯水雨   |          |
| 月影岛村办公室主任。 |            |            |               |               |          |                 |          |          |
| 服务员／职员 | 高户靖广   | 三户耕三   | 劉傑          | 徐健春        |          | 蘇強文          |          |          |
| 月影岛村办公室的一名职员，在办公室柜台前工作。 |            |            |               |               |          |                 |          |          |
| 選舉車公告／播音员 | 岩居由希子 | 鸟海胜美   | 呂佩玉        | 魏晶琦        |          |                 |          |          |
| 清水村长竞选委员会委员，他在他的竞选车里发布公告。在原作中，她并未直接登场，而只出现了声音。此外，在动画原版中是女性，重制版是男性。                                                                               |            |            |               |               |          |                 |          |          |
| 麻生圭二 | 不明       | 不明       | 劉傑 （變聲） | 劉傑 （變聲） | 无       | 陳曙光 （變聲） | 无       |          |
| 男，已故。生长于月影岛，在生前是一位钢琴家，然而在12年前举办的一场钢琴演奏会中弹奏贝多芬的《月光奏鸣曲》后自焚身亡。之后他的名字被用作写给小五郎的信件的发件人。                                                   |            |            |               |               |          |                 |          |          |

## 音乐
| 類別           | 曲名                     | 作詞     | 作曲                                     | 編曲          | 演唱           |
| -------------- | ------------------------ | -------- | ---------------------------------------- | ------------- | -------------- |
| 原版片头曲     | 胸中動盪不安             | 甲本浩人 | 甲本浩人、真岛昌利                       | THE HIGH-LOWS | THE HIGH-LOWS  |
| 原版片尾曲     | STEP BY STEP             | 森重树一 | 森重树一                                 | ZIGGY         | ZIGGY          |
| 再放映版片头曲 | 直奔与你相约那温柔的地方 | 三枝夕夏 | 小澤正澄                                 | 小澤正澄      | 三枝夕夏 IN db |
| 再放映版片尾曲 | 你就是那道光             | AZUKI七  | 中村由利                                 | 古井弘人      | GARNET CROW    |
| 重制版片头曲   | 从零开始                 | 仓木麻衣 | 艾瑞克·里德波姆、乔恩·哈格伦、youth case | 乔恩·哈格伦   | 仓木麻衣       |
| 重制版片尾曲   | Reboot                   | aireen   | 内泽崇仁                                 | 内泽崇仁      | 宮川愛李       |

## 制作
| - 原作：青山剛昌 - 企画：諏訪道彦 - 角色设计、总作画監督：須藤昌朋 - 美术监督：涩谷幸弘 - 美術設定：光元博行 - 撮影監督：堀越弘伸 - 音響監督：小林克良 - 音乐制作：堀尾裕樹 - 音乐：大野克夫 - 編集：岡田輝満 - 系列构成：飯岡順一 - 色彩設計：平山礼子 - 制作担当：小島哲 - 原案協力：週刊少年Sunday編集部 - 总制作人：諏訪道彦、柳内一彦、吉岡昌仁 - 監督：兒玉兼嗣 - 构成、分镜：儿玉兼嗣、風原朽 - 演出：佐藤育郎、山口祐司 - 作画監督：須藤昌朋、高谷浩利 - 设定：森木靖泰 - 動画監督：江野沢柚美 - 色指定：平山礼子 - 特殊効果：林好美 - 混音：大城久典、山本寿 - 音響効果：横山正和 - 宣传：村田真哉、蔭山衣子、阿部真一郎 - 字幕制作：田上淑子 - 制作進行：泉岳男、小林弘明 - 制作：讀賣電視台、東京影视 | - 原作：青山剛昌 - 角色设计、总作画監督：須藤昌朋 - 美术监督：東潤一 - 美術設定：本多康之 - 撮影監督：小川隆久 - 音響監督：浦上靖之、浦上慶子 - 音乐：大野克夫 - 編集：岡田輝満 - 系列构成：飯岡順一 - 色彩設計：海鋒重信 - 制作担当：宇高大介、坪川淳史 - 原案協力：週刊少年Sunday編集部 - 总制作人：米倉功人、寺島清晃 - 副制作人：近藤秀峰 - 总制片人：佐佐木加奈、石山桂一 - 監督：山本泰一郎、鎌仲史陽 - 构成、分镜：山本泰一郎 - 演出：吉村明、山本泰一郎 - 作画監督：岩井伸之、佐佐木恵子、河村明夫 - 设定：小川浩 - 次要角色设计：増永麗 - 效果作画监督：小澤和則 - 動画監督：谷口昌彦、奥本静香、川崎真穂 - 色指定：小川真紗代、國井彩香 - 动画检查：小川真紗代、國井彩香 - 特殊効果：林好美 - 混音：小沼則義 - 音響効果：石野貴久、横山亚纪 - 音響制作主任：太田恵理子 - 宣传：小林杏奈、北本光 - 字幕制作：田上淑子 - 文艺担当：小宅由貴恵 - 設定制作：鈴木美玲、下村弘樹 - 制作進行：桂畑南、LEE GOEUN、福西将士 - 动画制作：V1Studio - 制作：讀賣電視台、TMS娱乐 |